# Conotrachelus faustus
Conotrachelus faustus – gatunek chrząszcza z rodziny ryjkowcowatych.

## Zasięg występowania
Ameryka Południowa, występuje w Kolumbii.

## Budowa ciała
Ubarwienie brązowoczerwone. Całe ciało pokryte dość gęstą, żółtą szczecinką.